# Грузель Вацлав Петрович
Вацлав Петрович Грузель (нар. 22 вересня 1884, Скерневицький повіт Варшавської губернії, тепер Польща — розстріляний 21 липня 1937, місто Москва, Російська Федерація) — радянський діяч, голова Центральної контрольної комісії КП(б) Білорусі та народний комісар робітничо-селянської інспекції Білоруської СРР, член ЦВК СРСР 2—3-го скликань. Кандидат у члени Центрального Бюро ЦК КП(б) Білорусі в 1921—1922 роках, член Центрального Бюро ЦК КП(б) Білорусі в 1923—1924 роках. Член Центральної контрольної комісії ВКП(б) у 1924—1934 роках.

## Біографія
Працював робітником цукрового заводу в Сохачевському повіті, муляром у Варшаві. 
Член Соціал-демократії Королівства Польського і Литви (СДКПіЛ) (РСДРП(б)) з 1906 року.
Член бойової дружини СДКПіЛ в 1906 році. Заарештовувався російською владою, перебував на засланні.
Потім вів революційну роботу на Кавказі та в Україні.
З 1918 по 1921 рік служив у Червоній армії: військовий комісар бригади, з 23 вересня 1919 по 22 травня 1920 року — військовий комісар 52-ї стрілецької дивізії на Західному та Південному фронтах. Учасник Громадянської війни в Росії.
У 1921—1923 роках — голова виконавчого комітету Мінської повітової ради Білоруської СРР.
У 1923—1924 роках — голова виконавчого комітету Бобруйської повітової ради Білоруської СРР.
У 1924 — грудні 1925 року — голова Центральної контрольної комісії КП(б) Білорусі. Одночасно, в 1924 — січні 1926 року — народний комісар робітничо-селянської інспекції Білоруської СРР.
У 1927—1929 роках — інструктор Центральної контрольної комісії ВКП(б).
У 1929—1934 роках — секретар партійної колегії Північно-Кавказької крайової контрольної комісії ВКП(б).
До червня 1937 року — відповідальний секретар партійної колегії Комісії партійного контролю при ЦК ВКП(б) по Ярославській області.
16 червня 1937 року заарештований органами НКВС. Засуджений Воєнною колегією Верховного суду СРСР 21 серпня 1937 року до страти, розстріляний того ж дня. Похований на Донському цвинтарі Москви.
23 травня 1956 року посмертно реабілітований.

## Нагороди
- орден Червоного Прапора